# Louis de Laval
Louis de Laval (* um 1411; † 1489), Seigneur de Châtillon-en-Vendelais, Baron de Lohéac, Seigneur de Frinandour, Seigneur de Quemper-Guézennec, Seigneur du Vieux-Marché et Seigneur de Bréal, war ein französischer Aristokrat und Politiker. Er war der Sohn von Jean de Montfort, genannt Guy XIII. de Laval, und Anne de Laval.

## Leben
Als Schützling Ludwigs XI. war de Laval von 1448 bis 1458 Gouverneur der Dauphiné. Anschließend war er von 1458 bis 1461 Stellvertreter des französischen Statthalters von Genua. Von 1465 bis 1472 war er Gouverneur der Champagne und von 1483 bis 1484 Gouverneur von Touraine. 1469 wurde er zum Ritter des Michaelsordens ernannt.
In den Diensten Louis de Lavals stand der Geistliche, Gelehrte, Schriftsteller und Übersetzer Sébastien Mamerot, der in dessen Auftrag zahlreiche Werke verfasste und übersetzte. Bekannt ist davon Les Passages d’oultre mer du noble Godefroy de Bouillon, du bon roy Saint Loys et de plusieurs vertueux princes, eine Sammlung teilweise legendenhafter Berichte über die Kreuzzüge, die durch den Buchmaler Jean Colombe illuminiert wurde.
1. ↑  Handschrift in der Bibliothèque Nationale de France